# Sergio Coggiola
Sergio Coggiola is een Italiaanse ontwerper, hoofdzakelijk bekend van zijn ontwerpen van auto's. Hij heeft gewerkt aan de Saab Sonett III, Volvo 262C, Lancia Thema Coupé, Fiat Punto Surf, Fiat Brava Sentiero, Pontiac CF 428 (met Paul Farago) en veel andere.